# 남해고속도로 연쇄 추돌 사고
남해고속도로 연쇄 추돌 사고는 2016년 5월 16일 경상남도 창원시 의창구 북면 기계리에 위치한 남해고속도로 순천방면 창원1터널 내 122.4km 지점에서 9중 연쇄 추돌사고가 발생하여 4명이 숨지고, 14명이 부상을 당한 사건이다. 사고가 발생한 원인은 차량 정체로 뒤따라오던 관광버스가 급제동으로 인한 추돌사고이지만, 이 날 경남 양산 양산중학교 1학년 학생들이 고성에 있는 청소년수련원에 입교하기 위해 가던 길이었는데, 관광버스의 대열 운행이 큰 화를 불러일으켰다는 지적이 나오고 있다.